# ملائكة تشارلي: خنق كامل
ملائكة تشارلي: خنق كامل (بالإنجليزية: Charlie's Angels: Full Throttle) هو فيلم أكشن، كوميدي من إنتاج عام 2003، وهو الإصدار الثاني من ملائكة تشارلي, تم افتتاحه في الولايات المتحدة الأمريكية في 27 يونيو 2003 واحتل المركز الأول في شباك التذاكر الأمريكية وحقق ربح أكثر من 259 مليون دولار.

## القصة
تدور الأحداث حول ثلاث فتيات مثيرات تم تدريبهم قتاليا على يد رئيسهم الغامض، للدفاع عن النفس، حتى يتم تورطهم مع جماعات خطيرة، ومحاولاتهم للنيل منهم والنجاة بأنفسهم.

## الممثلون
- كاميرون دياز
- درو باريمور
- لوسي لو
- بيرني ماك
- كريسبين غلوفير
- روبرت باتريك
- ديمي مور

## روابط خارجية
- ملائكة تشارلي: خنق كامل على موقع IMDb (الإنجليزية)
- ملائكة تشارلي: خنق كامل على موقع ميتاكريتيك (الإنجليزية)
- ملائكة تشارلي: خنق كامل على موقع روتن توميتوز (الإنجليزية)
- ملائكة تشارلي: خنق كامل على موقع نتفليكس (الإنجليزية)
- ملائكة تشارلي: خنق كامل على موقع قاعدة بيانات الأفلام العربية
- ملائكة تشارلي: خنق كامل على موقع ألو سيني (الفرنسية)
- ملائكة تشارلي: خنق كامل على موقع Turner Classic Movies (الإنجليزية)
- ملائكة تشارلي: خنق كامل على موقع أول موفي (الإنجليزية)
- ملائكة تشارلي: خنق كامل على موقع بوكس أوفيس موجو (الإنجليزية)
- ملائكة تشارلي: خنق كامل على موقع فيلمافينيتي (الإسبانية)